# Rhodamnia cinerea
Rhodamnia cinerea är en myrtenväxtart som beskrevs av William Jack. Rhodamnia cinerea ingår i släktet Rhodamnia och familjen myrtenväxter. Inga underarter finns listade i Catalogue of Life.